# Zabbai
Zabbai és un personatge bíblic, fill o descendent de Bebai, casat amb un dona estrangera. Fou obligat per Esdres a repudiar a la seva muller. Nehemies esmenta un Zabbai pare de Baruch, que a la Vulgata és anomenat Zachai.